# Strada statale 234 Codognese
L'ex strada statale 234 Codognese (SS 234), ora strada provinciale ex strada statale 234 Codognese (SP ex SS 234) in provincia di Pavia e in provincia di Lodi e strada provinciale cremonese ex strada statale 234 Codognese (SP CR ex SS 234) in provincia di Cremona, è una strada provinciale italiana.

## Storia
La strada statale 234 venne istituita nel 1959 con il seguente percorso: "Innesto S.S. n. 35 a Pavia - Codogno - Innesto S.S. n. 10 a Cremona."
In seguito al decreto legislativo n. 112 del 1998, dal 2001, la gestione è passata dall'ANAS alla Regione Lombardia che ha provveduto al trasferimento dell'infrastruttura al demanio della Provincia di Pavia, della Provincia di Lodi e della Provincia di Cremona, per le tratte territorialmente competenti. Il tratto finale della strada dal km 67+485 al km 70+874 (corrispondente alla conclusione del tratto extraurbano e all'inizio del tratto urbano nel comune di Cremona) è stato declassato a strada comunale nel 2008. Dopo il declassamento del tratto urbano di Cremona la progressiva chilometrica è stata trasferita alla nuova variante che si collega alla ex strada statale 415; allo stato attuale quindi la strada non conclude più il suo percorso a Cremona bensì nel territorio comunale di Castelverde.
Nel 2017 Regione Lombardia e ANAS hanno firmato un protocollo d'intesa per la fondazione di una società partecipata con il fine di gestire 1590 km di strade lombarde ma l'idea non si è tradotta in realtà e la ex SS 234 è rimasta in carico alle tre amministrazioni provinciali.

## Percorso

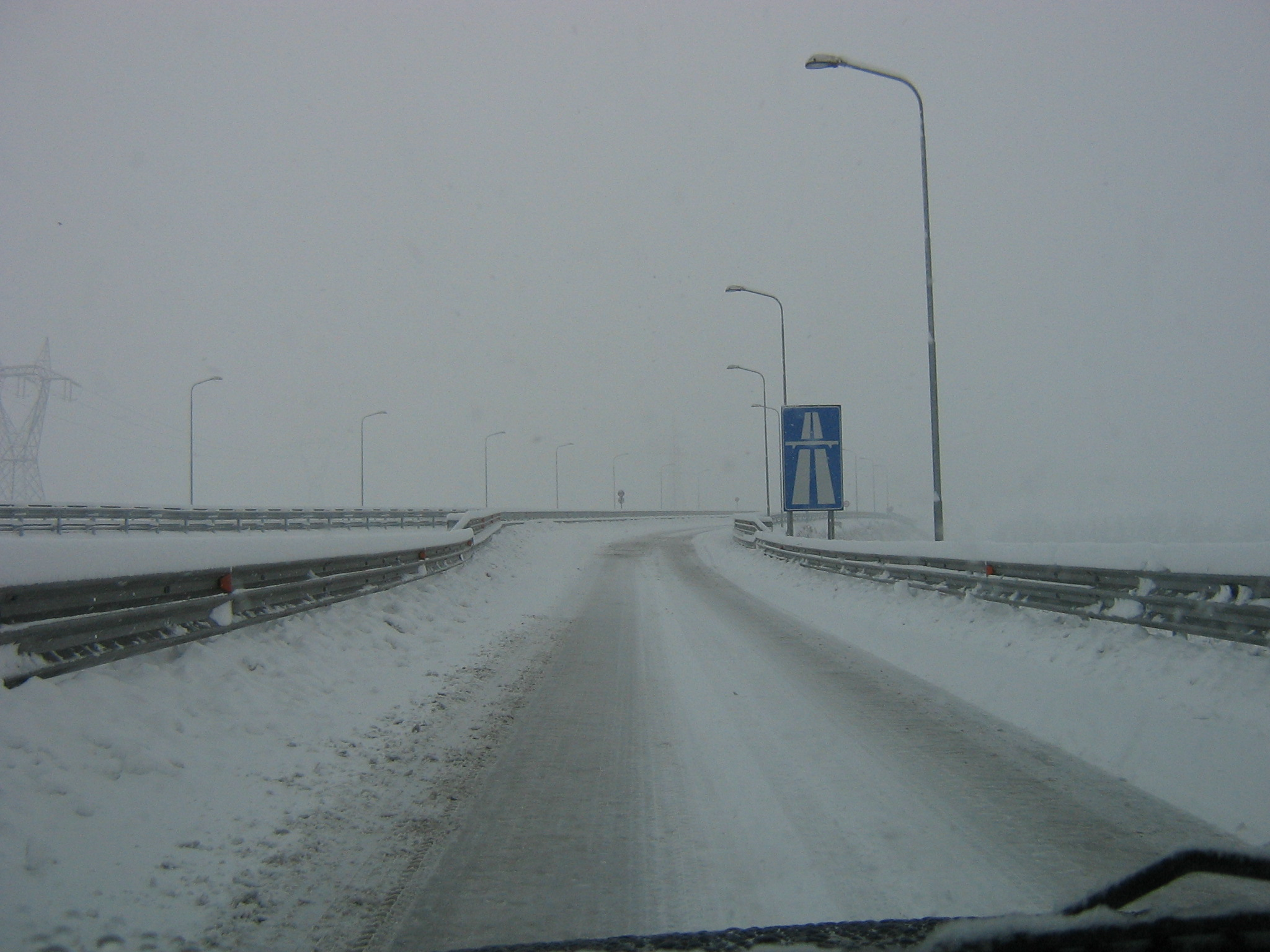
Svincolo di interconnessione tra il Peduncolo e l'ex SS 234 presso Cavatigozzi

La strada collega le città di Pavia e Cremona, con un percorso che si mantiene pressoché parallelo al corso del Po. Serve diverse località piuttosto importanti, tra cui Belgioioso in provincia di Pavia, Casalpusterlengo e Codogno in provincia di Lodi, e Pizzighettone in provincia di Cremona.
In tutto il suo sviluppo la sede stradale si presenta quasi ovunque ampia, con percorso prevalentemente rettilineo se si escludono un paio tratti abbastanza tortuosi. Sono due i passaggi a livello, nei punti in cui la strada incrocia la ferrovia Pavia–Cremona, mentre la più importante linea a doppio binario Milano–Bologna è superata da un cavalcavia. Da segnalare le connessioni tra la strada e altre importanti arterie: a Casalpusterlengo incrocia la strada statale 9 Via Emilia, mentre a Santa Cristina la strada statale 412 della Val Tidone; a Ospedaletto Lodigiano è accessibile direttamente dalla strada un casello autostradale (A1).
Una lunga variante evita l'attraversamento in sequenza dei centri urbani di Codogno, Maleo, Pizzighettone e la sua frazione Roggione, per un totale di circa 12 km. Questo tratto è stato progettato, realizzato e aperto al traffico nell'arco di circa trent'anni, a cominciare dalla variante di Pizzighettone per terminare con la tangenziale nord di Codogno, inaugurata il 26 settembre 2014.
Nel 2007 è stato completato e aperto al traffico il raccordo, con caratteristiche di strada extraurbana principale, con la ex strada statale 415 Paullese (localmente chiamato Peduncolo a causa della sua breve lunghezza) in territorio comunale di Sesto ed Uniti e Castelverde.